# 付姓
付姓为中文姓氏之一。汉族付姓多是推广二简字时，由傅姓或符姓改姓而来。少数民族付姓的来源比较多元。
中国大陆一项调查表明，近两成的傅姓人士被户籍登记为付姓。有认为它与傅姓是两个不同的姓，有不同的源流。

## 外部連結
[在维基数据编辑]
 《欽定古今圖書集成·明倫彙編·氏族典·付姓部》，出自陈梦雷《古今圖書集成》